# Шустова, Светлана Викторовна
Светла́на Ви́кторовна Шу́стова (род. 1 апреля 1964, Пермь) — российский лингвист, доктор филологических наук, профессор Пермского университета. Создатель, редактор ряда научных журналов.
Почётный член Иранской ассоциации русского языка и литературы.

## Биография
В 1986 году окончила Пермский государственный педагогический институт по специальности «Немецкий и английский языки» с присвоением квалификации «Учитель немецкого и английского языков».
В 1992 году окончила очную аспирантуру в Российском государственном педагогическом университете им. А. И. Герцена, г. Санкт-Петербург. В 1993 году защитила диссертацию на соискание учёной степени кандидата филологических наук по специальности 10.02.04 — германские языки на тему «Структура и семантика предложения с интерперсональными глаголами в качестве предиката». Научный руководитель — доктор филологических наук, профессор кафедры германской филологии Л. В. Шишкова.
С 1995 по 2004 год работала заместителем декана факультета иностранных языков по учебной работе Пермского государственного педагогического университета. С 1997 года — доцент кафедры немецкого языка.
С 2005 по 2014 год работала в НП ВПО «Прикамский социальный институт» (последовательно — заведующий кафедрой иностранных языков, проректор по методической работе, проректор по учебной и методической работе, первый проректор, ректор).
С 2014 по 2016 год работала в должности профессора АНО ВПО «Пермский институт экономики и финансов».
С 2016 года по настоящее время работает в Пермском государственном национальном исследовательском университете; с сентября 2019 года — профессор кафедры лингвистики и перевода факультета современных иностранных языков и литератур; профессор кафедры теоретического и прикладного языкознания филологического факультета.
Семья
Мать — Старкова Нина Анатольевна (17.04.1941—25.05.2021).
Муж — Шустов Сергей Григорьевич (11.10.1948 — 03.11.2021), доктор исторических наук, профессор. Диссертация «Пермское нераздельное имение графов Строгановых во второй половине XIX — начале XX вв.» (Федеральное государственное бюджетное учреждение науки «Институт истории и археологии Уральского отделения Российской академии наук», защита состоялась 28 марта 2012 года). Один из соавторов издания: Кертман Л. Е., Васильева Н. Е., Шустов С. Г. Первый на Урале. Пермь, 1987.
Дочь — Платонова (Ошева) Елена Анатольевна (род. 1985), кандидат филологических наук.

## Научная деятельность
В 2011 году защитила диссертацию на соискание ученой степени доктора филологических наук по специальности 10.02.19 — теория языка на тему «Потенциал каузативных глаголов в динамико-функциональном аспекте».
В качестве научного руководителя подготовила 8 кандидатов филологических наук и одного доктора наук.
Является членом диссертационного совета Пермского государственного национального исследовательского университета по специальности 10.02.19 — теория языка, главным редактором журнала «Евразийский гуманитарный журнал», учредителем и главным редактором научного журнала «Миграционная лингвистика», научным редактором журнала «Исследовательский журнала русского языка и литературы» (Иран, Тегеран), почётным членом Иранской ассоциации русского языка и литературы.
Работала в качестве главного редактора серии научных журналов «Лингвистические чтения» (2006—2015), «Евразийский вестник гуманитарных исследований», «Гуманитарное обозрение»; серии научных журналов по педагогике, психологии, лингвистике, монографий, сборников конференций и симпозиумов.
Является руководителем структурного подразделения факультета современных иностранных языков и литератур ПГНИУ «Научно-консультационный центр PARADIGMA» («Центр педагогических инноваций»).
Предмет научных интересов лежит в области системной лингвистики, функциональной грамматики, теории семантической валентности, теории семантического синкретизма, инкорпорации, лингвокультурологии, лингвистической прагматики, прагмалингводидактики, дискурсологии, паремиологии, миграционной лингвистики. Разработчик научного направления «Миграционная лингвистика».
Результаты научной и учебно-методической работы С. В. Шустовой опубликованы в различных изданиях (более 250 публикаций, в том числе — более 50 публикаций в журналах, рекомендованных ВАК РФ; 12 монографий, в том числе коллективных; более 50 учебных пособий, 13 публикаций Scopus, 17 публикаций WOS).

## Избранные работы
1. Миграционная лингвистика в современной научной парадигме: медиационные практики: монография / С. В. Шустова, М. Р. Желтухина, М. В. Дружинина, Е. О. Зубарева, Е. В. Исаева, В. М. Костева, А. С. Черноусова; научн. ред. А. М. Аматов. Пермь: Пермский государственный национальный исследовательский университет, 2019. 180 с.
2. Миграционная лингвистика в современной научной парадигме. Коллективная монография / Зубарева Е. О., Исаева Е. В., Иценко А. В., Костева В. М., Мощанская Е. Ю., Шустова С. В. / Научный редактор доктор филологических наук, профессор Т. И. Ерофеева; Пермь: Пермский государственный национальный исследовательский университет, 2019. 163 с. 9,47 п.л.
3. Миграционная лингвистика в современной научной парадигме: дискурсивные практики, перевод, дидактика / Зубарева Е. О., Хорошева Н. В., Костева В. М., Мощанская Е. Ю., Киндеркнехт А. С., Köck Jh. Пермь: Пермский государственный национальный исследовательский университет, 2020. 180 с.
4. Миграционная лингвистика в современной научной парадигме: дискурсивные практики и литература мультикультурализма / С. В. Шустова, М. Б. Раренко, М. В. Попова, Т. П. Зорина, В. М. Костева, Е. И. Боровицкая, Н. Н. Меньшакова, М. Ю. Ален, А. А. Лапаева, А. Ю. Новиков. Пермь: Пермский институт экономики и финансов, 2021. 188 с.
5. Функциональный потенциал итеративных адвербиальных единиц немецкого языка. Монография / Шустова С. В., Комиссарова Е. С. Пермь: Пермский институт экономики и финансов, 2020. 176 с.
6. Шустова С. В. Функциональные свойства каузативных глаголов. Динамический подход. М.: URSS, ЛЕНАНД. 2020. 248 с.; М.: URSS, ЛЕНАНД. 2021. 248 с.
7. Ratio at Emotio: Рациональное и эмоциональное в языке и речи / Трофимова Н. А., Манукян Я. А., Мегрелишвили Т. Г., Рязановский Л. М., Сюткина Н. П., Шустова С. В. СПб.: Издательство Русской христианской гуманитарной академии, 2020. 170 с.
8. Анималистический код в лингводидактическом аспекте. Пермь: Пермский институт экономики и финансов, 2018. 152 с. 8,83 п.л. (Розенкова Х. Е.)
9. Природно-ландшафтный код английской культуры в лингводидактическом аспекте (на материале паремий и фразеологизмов). Пермь: Пермский институт экономики и финансов, 2018. 128 с. 7,44 п.л. (Носкова И. В.).
10. Дискурсивные маркеры: прагмалингводидактический подход. Пермь: Пермский институт экономики и финансов, 2018. 148 с. 8,60 п.л. (Царенко Н. М.).
11. Шустова С. В. Когнитивный сценарий каузативной ситуации // Научный результат. Вопросы теоретической и прикладной лингвистики. 2018. Т. 4. № 3. С. 46-59.
12. Рекламный дискурс и рекламный текст: к вопросу о функциональном потенциале. Пермь: Пермский институт экономики и финансов, 2016. 96 с. 5,58 п.л. (Платонова Е. А.).
13. Шустова С. В. Прототипические смысловые константы каузативной ситуации // Историческая и социально-образовательная мысль. Научный журнал. Краснодар. № 6, 2013. С. 178—184.
14. Шустова С. В. К вопросу о функциональном потенциале языковой единицы (на примере семантической и синтаксической валентности) // Историческая и социально-образовательная мысль. Научный журнал. Краснодар. № 3, 2013. С. 161—164.
15. Шустова С. В. Функциональный потенциал каузативного глагола и роль среды в его актуализации // Вестник ЛГПУ им. А. С. Пушкина. Научный журнал. № 2, Том. 1. Филология. СПб., 2011, С. 106—111.
16. Шустова С. В. Системная множественность функциональных свойств каузативных глаголов // Вестник Северо-Осетинского государственного университета им. К. Л. Хетагурова. Общественные науки. 2011, № 2. С. 249—251.
17. Шустова С. В. Функциональные свойства каузативных глаголов: динамический подход. Монография. Пермь: Перм. гос. ун-т, Прикам. соц. ин-т, 2010. 248 с.
18. Шустова С. В. Инкорпорированные актанты в семантике глагола // Вестник Ленинградского государственного университета имени А. С. Пушкина: научный журнал. Серия филология. СПб.: Ленингр. гос. ун-т им. А. С. Пушкина, 2010. № 1. Т. 1. С. 129—136.
19. Шустова С. В. О понятийных категориях в языке // Вестник Ленинградского государственного университета имени А. С. Пушкина: научный журнал. Серия филология. СПб.: Ленингр. гос. ун-т им. А. С. Пушкина, 2009. № 4. Т. 2. С. 63-71.
20. Шустова С. В. Семантико-синтаксическая характеристика каузативной ситуации // Вестник Челябинского государственного университета. Филология. Искусствоведение. 2008. № 23 (124). Вып. 24. С. 170—174.
21. Korlyakova A., Shustova S. Metaphor in Financial and Economic Discourse // The Future of the Global Financial System: Downfall or Harmony. 2018. Springer Nature Switzerland AG. pp. 384–395. (WOS)
22. Smironova E., Shustova S. Denominal verbs with metaphorical meanings in British business media discourse. A corpus analysis of articles in the «Financial Times» // Metaphor and the Social World 8:2 (2018), pp. 268–286. ISSN 22104070 | e-ISSN 22104097 John Benjamins Publishing Company. (Scopus).